# Amaro Pargo

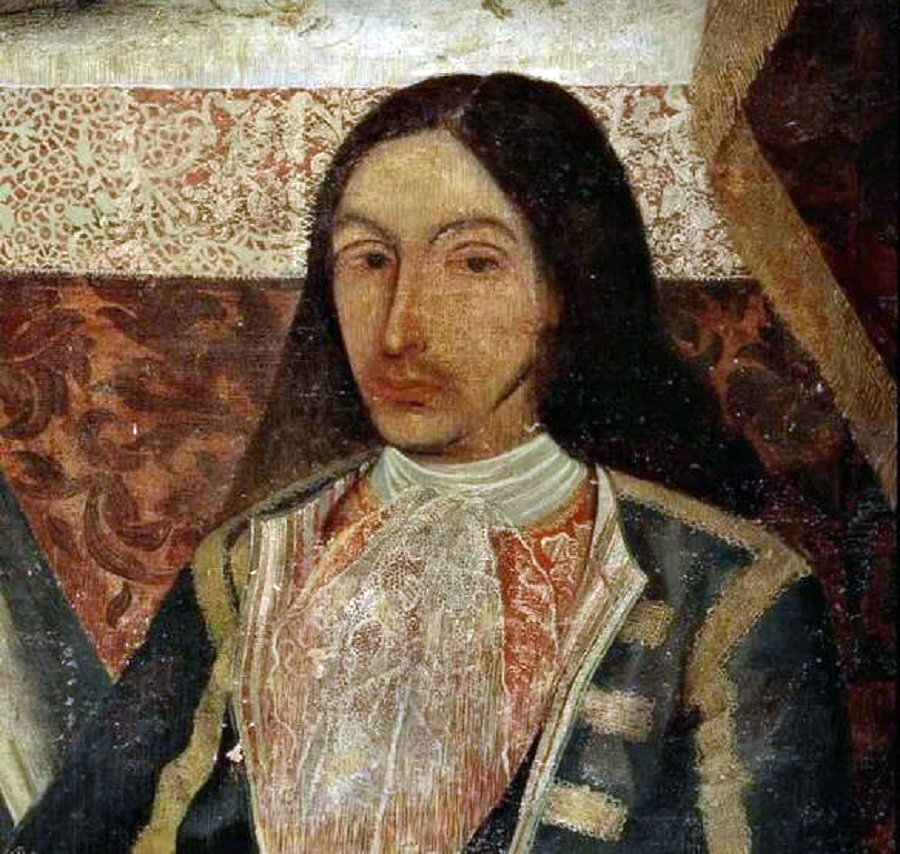
Amaro Rodríguez Felipe, Darstellung aus dem 18. Jahrhundert

Amaro Rodríguez Felipe y Tejera Machado, besser bekannt als Amaro Pargo (getauft am 3. Mai 1678 in San Cristóbal de La Laguna auf Teneriffa; † 4. Oktober 1747 ebendort), gilt als einer der bekanntesten spanischen Korsaren des Goldenen Zeitalters.

## Leben

### Frühe Jahre
Amaro Pargo wurde als Sohn von Juan Rodríguez Felipe und Beatriz Tejera Machado in San Cristóbal de La Laguna geboren. Er wurde am 3. Mai 1678 in der Kirche Nuestra Señora de los Remedios, der heutigen Kathedrale von San Cristóbal de La Laguna, getauft. Amaro Pargo hatte sieben Geschwister.
Amaro Pargos Jugend wurde durch die Piraterie auf den Kanarischen Inseln beeinflusst. Im Jahr 1701 heuerte er als Fähnrich auf dem Schiff Ave María an, genannt „La Chata“, das von Piraten geentert wurde. Er riet dem Kapitän, zunächst eine Kapitulation zu simulieren, um dann doch den Kampf aufzunehmen, den die Spanier dann gegen die Piraten gewannen. Aus Dankbarkeit schenkte der Kapitän ihm ein Schiff, mit dem er seine Handelsfahrten aufnahm.

### Händler und Kaperfahrer
Mit seinen Schiffen beteiligte er sich am Sklavenhandel mit der Karibik, Süd- und Mittelamerika. Auf diese Weise gelangte Pargo zu Reichtum, konnte eine Flotte aufbauen und Grundbesitz erwerben. Außerdem handelte er mit Wein und Spirituosen aus seinen eigenen Destillerien, die er vor allem nach Kuba und nach Guyana verkaufte. Als Inhaber eines Kaperbriefs attackierte Pargo während seiner Handelsfahrten jedes Handelsschiff, mit dessen Heimatland Spanien verfeindet war, wie etwa Großbritannien und die Niederlande. Einen Teil der Beute lieferte er vertragsgemäß an die spanische Krone ab. Pargo kämpfte dabei auch gegen den Engländer Blackbeard. Schließlich galt er auf den Kanarischen Inseln als der reichste Mann seiner Zeit.
Aufgrund seiner Freundschaft mit der Dominikanernonne María de León Bello y Delgado (Sor María de Jesús) engagierte er sich karitativ und unterstützte großzügig die Armen. Wegen seiner Verdienste um die spanische Krone wurde er im Jahre 1725 als Hidalgo in den Adelsstand erhoben.

### Tod

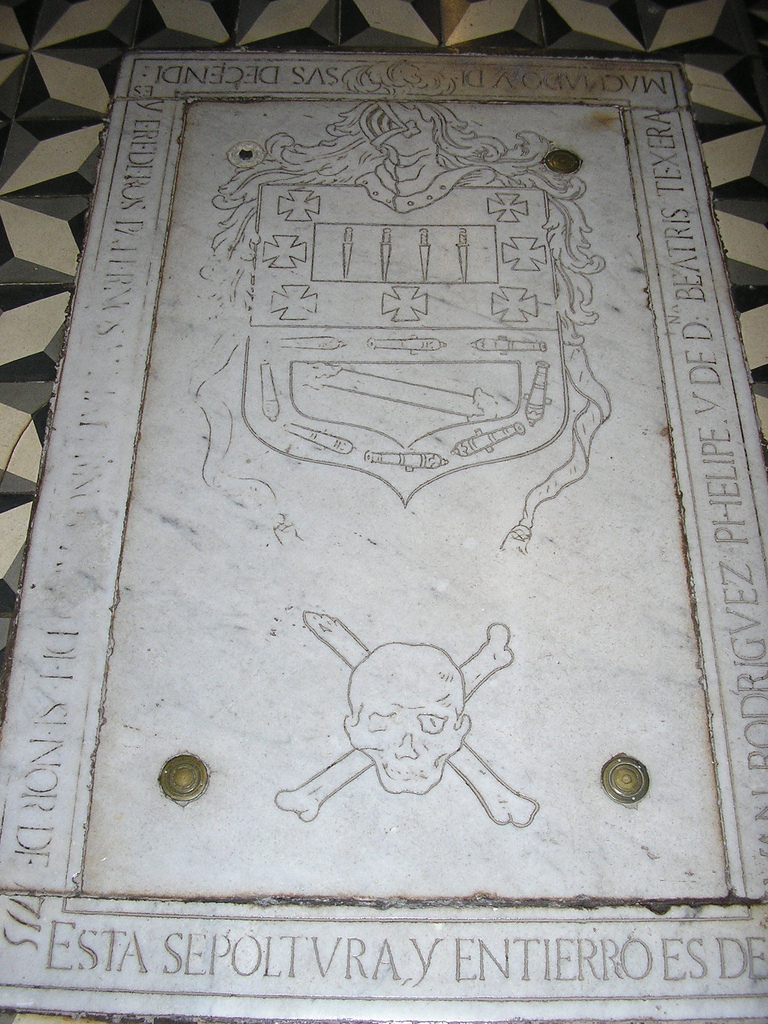
Grab von Amaro Pargo in der Kirche Santo Domingo de Guzmán in San Cristóbal de La Laguna

Amaro Pargo starb am 4. Oktober 1747 in San Cristóbal de La Laguna und wurde am folgenden Tag im Familiengrab in der Kirche des Klosters Santo Domingo in La Laguna beigesetzt. Wegen seines unermüdlichen Kampfes für die Interessen der spanischen Krone gegen verfeindete Länder wurde er in Spanien als Nationalheld verehrt. Er war zu seinen Lebzeiten so berühmt und populär wie die Engländer Blackbeard und Francis Drake in England.

## Das Testament
Da er keine legitime Nachkommen hatte, vermachte er seinen Nachlass seinen nächsten Verwandten. Ein unehelicher Sohn, Manuel de la Trinidad Rodríguez, focht das Testament an, ging jedoch leer aus. In seinem Testament erwähnte Amaro Pargo, dass er in seinem Zimmer eine Kiste mit Goldschmuck, Silber, Perlen und Edelsteinen von großem Wert aufbewahre. Er erwähnte außerdem, dass er in einem in Pergament gebundenen Buch seine kostbaren Besitztümer wie z. B. sein chinesisches Porzellan, kunsthandwerkliche Gegenstände und Gemälde aufgelistet habe. Dieses Verzeichnis gilt jedoch als verschollen.
Das Testament beflügelte die Legendenbildung um den Piraten und war über Jahrhunderte ein Grund für Schatzsucher, den Verbleib der Kiste ausfindig zu machen. In das Haus Amaro Pargos in Machado (El Rosario) im Nordosten Teneriffas gab es immer wieder Einbrüche von Schatzsuchern. Andere versuchten ihr Glück in den Cuevas de San Mateo in Punta del Hidalgo im Nordosten Teneriffas, wo die Piraten ihre Beute zwischenlagerten. Trotz aller Bemühungen konnte Amaro Pargos Schatz bisher nicht gefunden werden.

## Exhumierung
Am 15. November 2013 wurde die Exhumierung seiner sterblichen Überreste von einer Gruppe Archäologen und Forensikern der Autonomen Universität Madrid durchgeführt. Ziel war es, DNA-Proben von den Überresten zu entnehmen sowie zu versuchen, sein Gesicht mit forensischen Techniken zu rekonstruieren.
Laut historischer Quellen wurden in dem Familiengrab seine Eltern und sein schwarzer Diener Cristóbal Linche bestattet. Bei der Öffnung des Grabes fand man die Überreste von neun Personen vor sowie Teile von Säuglingsskeletten. Diese Kinder waren jedoch nicht mit Pargo verwandt. Nach einer These der spanischen Historikerin Laura Docampo gab es in Spanien und auf den zum spanischen Territorium gehörenden Inseln den Brauch, ungetaufte Kinder an der Seite von Erwachsenen zu bestatten, die sie am Tag des Jüngsten Gerichts auf ihrem Weg in den Himmel mitnehmen würden.
Die Exhumierung wurde von der französischen Videospiel-Firma Ubisoft finanziert. Pargo ist eine Figur des Videospiels Assassin’s Creed IV: Black Flag, das von Ubisoft produziert wurde.